# ヴィオラ (小惑星)
ヴィオラ (1076 Viola) は小惑星帯に位置する小惑星である。1926年10月5日、カール・ラインムートがハイデルベルクのケーニッヒシュトゥール天文台で発見した。
スミレ属の植物ビオラに因んで名付けられた。